# DEEP DEEP
『DEEP DEEP』（ディープ・ディープ）は、日本の歌手、小柳ゆきの8枚目のシングル。

## 解説
- カルピス伊藤忠ミネラルウォーター「エビアン」CMソング。
- 7thシングル「beautiful world」と同時リリースされた。

## 収録曲
1. DEEP DEEP(4:01)
作詞:小柳ゆき、作曲:NS2、編曲:KANAME・中塚武
2. wishing well(5:34)
作詞:川村ヒロ、作曲・編曲:原一博
3. DEEP DEEP (MUV the HOUSE MIX)(4:51)
編曲：Harrie Hosotani
4. DEEP DEEP (Instrumental)(4:01)
5. wishing well (Instrumental)(5:34)

## 収録アルバム
DEEP DEEP
- 『my all..』
- 『MY ALL <YUKI KOYANAGI SINGLES 1999-2003>』
- 『The Best Now & Then 〜10th Anniversary〜』※アレンジ、新録音して収録。
- 『THE BEST OF YUKI KOYANAGI ETERNITY 〜15th Anniversary〜』
- 『PROJECT 2002 The Monsters』　※2002 FIFAワールドカップの開催記念として企画されたコンピレーション・アルバム。シングルとは別バージョンで、曲名は「DEEP DEEP〜Over The Rainbow Mix〜」。

wishing well
- 『KOYANAGI THE BALLADS 1999-2001』